# Desaparición de Charles Horvath-Allan
Charles Horvath-Allan (n. 21 de agosto de 1968 - declarado muerto en agosto de 2020) era un ciudadano británico nacido en Canadá que desapareció mientras cruzaba este país haciendo senderismo en la primavera de 1989. Desapareció en la ciudad de Kelowna, en la provincia de Columbia Británica, dejando atrás su tienda de campaña y sus efectos personales. Según la Policía Montada del Canadá, el caso sigue siendo una investigación abierta.

## Desaparición
Horvath-Allan había estado visitando a su padre y padrino en Ontario antes de cruzar Canadá de excursión y mochilero cuando llegó el 3 de mayo de 1989 a la ciudad de Kelowna, en la Columbia Británica. Se había alojado en un albergue local, en casa de unos amigos y en el Tiny Tent Town Campsite, cerca de la ruta 97 en la ciudad, y se había registrado en varias agencias de empleo para estudiantes durante ese tiempo. Se le identificó por última vez el 26 de mayo de 1989 cobrando un cheque en un banco ubicado en el centro comercial Orchard Park.
Tenía previsto reunirse con su madre y su padrastro en Hong Kong para celebrar su 21º cumpleaños (y el 40.º de su madre) en agosto de ese año. Contactó por última vez con sus padres por fax el 11 de mayo de 1989, pero no volvió a ponerse en contacto con ellos para que su madre pudiera comprarle el billete para viajar a Hong Kong. Una fuente afirma que conocieron a Horvath-Allan en mayo de 1989 y le permitieron quedarse en su casa de Kelowna. La misma fuente afirma que lo vieron vivo en el club nocturno Live Wire en agosto de 1989, pero esta afirmación no ha sido verificada.

## Investigación
Su madre, Denise Horvath-Allan, telefoneó al Destacamento de Kelowna de la Policía Montada pidiéndoles ayuda para localizar a su hijo, ya que estaba preocupada porque no había recibido ninguna llamada suya en mayo de 1989. Tras varios reclamos, denunció la desaparición de Charles el 10 de agosto de 1989. La policía inició una búsqueda en la zona del camping en julio de 1990, después de que les informara de que Charles había estado acampado en Tiny Tent Town. Las autoridades recuperaron parte de la ropa de Charles y una bolsa de afeitado de un residente de Tiny Town de 1989.
Ese año, el gerente había entregado tres pequeños objetos a la madre de Charles cuando ésta visitó el camping preguntando por su hijo: un rosario, una pequeña Biblia de papel rojo y una correa de cuero de la bota de Charles que había estado guardada en el cobertizo durante más de un año. El gerente declaró que la tienda de campaña de Charles, otras pertenencias, fotografías personales y su documento de identidad habían sido tirados a la basura en la primavera de 1990.
La policía ha declarado que tiene la mente abierta sobre la desaparición de Horvath-Allan; el agente Kris Clark dijo: "Obviamente existe preocupación después de tantos años de no estar en contacto con alguien, si se trata de una recuperación en este momento o no". Han declarado que el expediente permanecerá abierto hasta que se localice a Horvath-Allan. En septiembre de 1995, la policía encontró un cadáver descompuesto en la zona maderera de los alrededores de Kelowna. La familia esperó seis semanas a que le dijeran que el cadáver encontrado no era el de su hijo. En ese momento, la policía no se había puesto en contacto con la progenitora ni con ningún miembro de la familia para informarles del hallazgo del cadáver; los familiares fueron informados a través de amigos y parientes que habían visto noticias en la prensa local.
En 2010, la Unidad de Delitos Graves de la RCMP de Kelowna dio por fallecido a Horvath-Allan.

## Teorías
En un viaje a Canadá en marzo de 1992, Denise Horvath-Allan recibió dos cartas anónimas entregadas en taxi mientras se alojaba en el motel Pandosy Inn, detallando cómo su hijo había estado de fiesta en Tiny Tent Town con los lugareños y se había metido en una pelea donde fue posteriormente asesinado, siendo su cuerpo arrojado al lago Okanagan. Esta versión llevó a buzos voluntarios a adentrarse en sus aguas para buscarlo por un período de tres días. La organización International Sea Search, de Vancouver, ayudó con una cámara sumergible y su equipo de voluntarios a buscar bajo el antiguo puente flotante durante otras tres jornadas. La Policía Montada de Canadá se unió a la búsqueda el quinto de los seis días de búsqueda.
El viernes 3 de abril de 1992 a las 10:14 horas, mientras los buzos de la RCMP no estaban presentes, el ISS localizó un cuerpo masculino y se llamó a la policía. La policía acudió al lugar pocos minutos después, y los buzos recuperaron el cuerpo y lo sacaron a la superficie. Se creía que era el de un señor mayor que se había suicidado en el lago siete años antes.
Denise Horvath-Allan cree que su hijo murió en el verano de 1989. "No sé cómo ni por qué medios, pero le ocurrió algo terrible que le impidió llamar a casa", afirma. "Quiero saber dónde están sus restos. Quiero que lo velen junto a su querida Nana en Cambridge [Inglaterra]".

## Eventos posteriores
La madre de Horvath-Allan realizó viajes frecuentes a Kelowna para recopilar información sobre el paradero o el final de su hijo, llegando a reunirse con la policía, repartir carteles, hablar con empresarios y residentes de la ciudad. Vendió su peluquería y salón de belleza para financiar la búsqueda en curso y los billetes de avión al país. En 2010, alquiló espacio en vallas publicitarias con carteles en los que pedía información. Desde la desaparición de Charles, su padre, padrinos y abuelos han fallecido y su madre dijo que su viaje de 2015 probablemente sería el último debido a su salud y a la carga financiera que suponía volar a Canadá.
En agosto de 2020, el Tribunal Superior del Reino Unido declaró a Horvath-Allan legalmente muerto en virtud de la Ley de Presunción de Muerte de 2013.